# Pachypleurite
Une pachypleurite est une lésion inflammatoire chronique de la plèvre, caractérisée par l’épaississement des feuillets pleuraux. Cet épaississement peut être localisé ou diffu à l'ensemble des feuillets. Localisée à la partie supérieure ou dôme des poumons, on parle de pachypleurite apicale ou capping